# Attagenus lynx
Attagenus lynx is een keversoort uit de familie spektorren (Dermestidae). De wetenschappelijke naam van de soort werd in 1868 gepubliceerd door Étienne Mulsant en Claudius Rey.